# François Place (écrivain)
Pour les articles homonymes, voir François Place (skieur) et Place.
François Place, né le 26 avril 1957 à Ézanville, dans le Val-d'Oise, est un écrivain et illustrateur français, principalement de littérature de jeunesse.

## Biographie
À la suite  d'un bac littéraire, il fait des études de communication visuelle à lʼécole Estienne (1974-1977). Il travaille pendant quelques années comme illustrateur indépendant pour des studios de graphisme, dans la publicité, des journaux professionnels, puis pour des ouvrages jeunesse. Ses premières illustrations de livres jeunesse datent de 1983, et paraissent dans la Bibliothèque rose chez Hachette, notamment des illustrations d'une demi-douzaine d'ouvrages de la Comtesse de Ségur. En 1985, il rencontre Pierre Marchand, éditeur de Gallimard Jeunesse, qui remarque ses dessins dʼadolescent. Il illustre une série de livres documentaires sur le thème des voyages et de la découverte du monde, et fait ses premiers pas dans lʼécriture. Il contribue à dʼautres ouvrages documentaires, et commence à illustrer des romans, notamment ceux de Michael Morpurgo, Erik L'Homme ou Timothée de Fombelle, dont il illustre la célèbre série Tobie Lolness : le premier tome La Vie suspendue est récompensé de nombreux prix, dont le prix Sorcières 2006 et le grand prix de l'Imaginaire 2007.
En 1992, paraît aux éditions Casterman Les Derniers Géants, qui reçoit le prix Sorcières dans la catégorie Album en 1993. Cette même année, l'ouvrage de l'auteur britannique Michael Morpurgo qu'il illustre, Le Roi de la forêt des brumes, obtient le prix Sorcières dans la catégorie Roman. Son travail d'illustrateur après de Michael Morpurgo se poursuit, et en 1995, leur ouvrage Le Naufrage de Zanzibar reçoit en Grande-Bretagne le Beefeater Children’s Novel. Puis leur ouvrage Le Royaume de Kensuké obtient le Children's book award en 2000, et l'année suivante, à nouveau le prix Sorcières dans la catégorie Roman, et le Prix Tam-Tam.

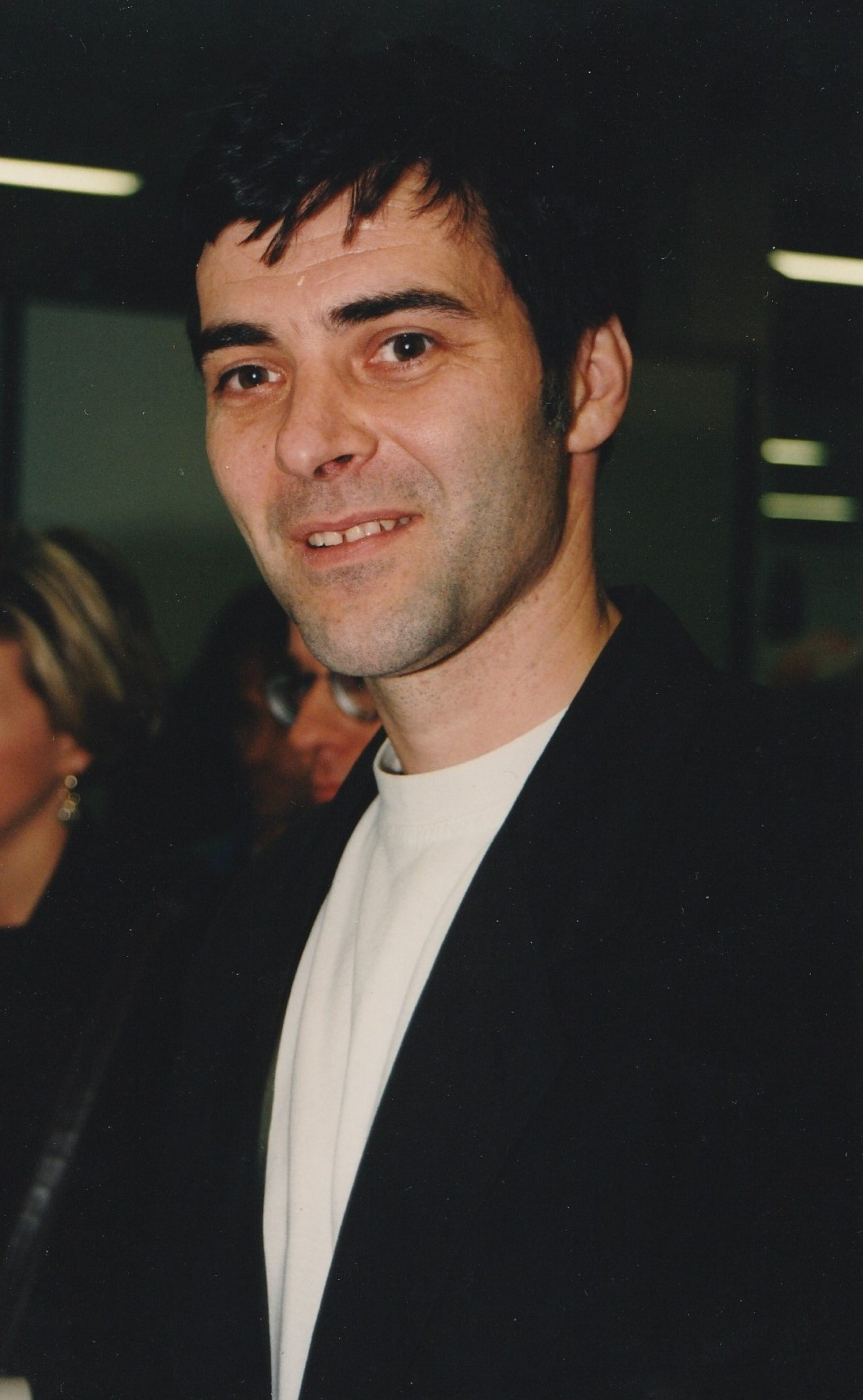
François Place, lauréat du prix Amerigo Vespucci Jeunesse lors du Festival international de géographie en 1997.

Entre 1996 et 2000, il publie les trois tomes de lʼAtlas des géographes dʼOrbæ, un atlas imaginaire construit sur le principe de lʼalphabet. Le premier tome Du pays des amazones aux îles Indigo a reçu le prix Amerigo-Vespucci Jeunesse en 1997, et le grand prix de la foire du livre jeunesse de Bologne en 1998. Un prix Sorcières « Spécial » en 2001 récompense cette trilogie, prix décerné par les librairies spécialisées jeunesse et l'Association des bibliothécaires de France.
Cet atlas est prolongé en 2010 par Le Secret dʼOrbæ, qui reçoit lui aussi le grand prix de la foire du livre jeunesse de Bologne en 2012, dans la catégorie Fiction, cette fois, ainsi que le prix Imaginales 2012 de la Meilleure Illustration.
En 2007, il reçoit pour la deuxième fois le prix Amerigo-Vespucci Jeunesse pour son ouvrage Le Roi des trois Orients, et le prix Baobab pour La Fille des batailles.
En 2008, François Place contribue au site internet jeunesse du Louvre, au côté des auteurs Benoît et Emmanuelle de Saint Chamas.
En 2010, son premier roman jeunesse La Douane volante (Gallimard Jeunesse) est distingué « meilleur roman jeunesse » de l'année par la revue Lire, dans son classement des Meilleurs livres de l'année, qui souligne : « Dans ce roman initiatique et fantastique, l'auteur des Derniers géants amène le lecteur à douter du réel et à laisser entrer dans sa vie la part du merveilleux, sombre et lumineux à la fois, comme un tableau de Vermeer », et obtient, lui aussi, le grand prix de l'Imaginaire en 2011, dans la catégorie Roman francophone pour la jeunesse.
Les originaux de François Place ont été exposés régulièrement, notamment avec le Centre de promotion du livre de jeunesse de Montreuil et avec la galerie Lʼart à la page. Place aime les techniques à l'eau, c'est-à-dire qu'il privilégie l'encore et l'aquarelle pour créer ses illustrations.
Il est la sélection française du Prix Hans-Christian-Andersen 2018, dans la catégorie Illustration, prix international danois. Il était également sélectionné pour l'édition précédente de 2016, et était finaliste du prix 2014.
En 2023, il est sélectionné pour la septième fois (de 2015 à 2017, et de 2020 à 2023) pour le prestigieux prix international suédois, le Prix commémoratif Astrid-Lindgren.

## Œuvres

### Auteur et illustrateur
- Les Derniers Géants, Casterman, 1992, rééd. 2008. Traduit en américain par William Rodarmor: The Last Giants (Godine, 1993)
  - édition augmentée, 2012
- Le Vieux Fou de dessin, Gallimard, 1997
- Atlas des géographes d'Orbæ (trilogie), Casterman

1. Du pays des amazones aux îles Indigo, novembre 1996
2. Du pays de Jade à l'Île Quinookta, juillet 2000
3. De la rivière rouge au pays des Zizotls, octobre 2000

- Carnet d’adresses (à partir de l' Atlas des géographes d’Orbæ) , Casterman, 2000
- Le pays de jade, Les albums duculot, Casterman, 2002
- Le désert des Pierreux, id., 2002
- Les deux royaumes de Nilandâr, id., 2003
- Le pays des frissons, id., 2003
- Le fleuve Wallawa, id., 2003
- Le pays de la Rivière Rouge, id., 2003
- Le pays de la Mandragore, id., 2004
- Le pays de Korakar, id., 2005
- Le vieux fou de dessin, Gallimard Jeunesse, collection folio junior, 1997 ; rééd. album jeunesse Le Vieux Fou de dessin, Gallimard, 2001 (Traduit en américain par William Rodarmor: The Old Man Mad About Drawing (Godine, 2003)).
- Le désert des Pierreux , Casterman, 2002
- Barbababor : histoire en chansons, avec Christian Mesmin, éditions Thierry Magnier, 2003 - livre-disque
- Grand Ours, Casterman, 2005
- Le Roi des Trois Orients, Rue du monde, 2006
- Le Prince bégayant, Gallimard, 2006
- La Fille des batailles, Casterman, 2007
- Carnet de visite, Abbaye de Fontevraud (collection dirigée par Xavier Kawa-Topor), 2008.
- Le Secret d'Orbæ, Casterman, 2011
- La Reine sous la neige, éditions Gallimard Jeunesse, 2019

- Série Lou Pilouface, Gallimard Jeunesse, éditions Folio Cadet

1. Passagère clandestine, 2014
2. L'enlèvement du perroquet, 2014
3. Panique dans le Bayou, 2015
4. Le carnaval des squelettes, 2015
5. Le Dieu du tonnerre, 2015
6. Tempête sur l'Atlantique, 2016

### Auteur
- Le camion fantôme, illustré par Christophe Besse, Hachette jeunesse, 1996
- L'Ombre du chasseur, petits contes de sagesse, illustré par Philippe Poirier, Albin Michel, 1997
- Et une bouteille de rhum, nouvelle parue dans Télérama no 2674 du 11/04/2001
- La Douane volante[5], Gallimard, 2010 (roman)
- Angel, L'indien blanc, Casterman, 2014 (roman)

### Illustrateur
- Les Deux Nigauds, Comtesse de Ségur, Bibliothèque Rose, Hachette, 1983
- Les Malheurs de Sophie, Comtesse de Ségur, id., 1983
- Quel amour d'enfant !, Comtesse de Ségur, id., 1983
- Jean qui grogne et Jean qui rit, Comtesse de Ségur, id., 1983
- Les Nouveaux contes de fées, Comtesse de Ségur, id., 1984
- Les Bons Enfants, Comtesse de Ségur, id., 1985
- Katitzi la petite Tsigane, Katarina Taïkon, id., 1984
- Katitzi et son chien, Katarina Taïkon, id., 1985
- Katitzi dans le nid de vipères, Katarina Taïkon, id., 1985
- Katitzi a une amie, Katarina Taïkon, 1986
- Katitzi rit et pleure, Katarina Taïkon, 1986
- La Fugue de Katitzi, Katarina Taïkon, 1987
- Kiki la Casse d'Henriette Bichonnier, Livre de Poche jeunesse, 1986
- Les Diamants de Lizzy Jones, d'Henriette Bichonnier, id., 1987
- Micmac à la casse, d'Henriette Bichonnier, id., 1988
- Panique à Plexipolis, Roselyne Morel, id., 1987
- Livre de la Découverte du Monde, Bernard Planche, Gallimard jeunesse, 1986
- Comment vivaient les Romains ?, Claudia Moatti, Découverte Benjamin, Gallimard jeunesse, 1986
- Le Livre des Conquérants, Bernard Planche, id., 1987
- Le Livre des Navigateurs, collection découverte Cadet, Gallimard Jeunesse, 1988
- Le Livre des Explorateurs, collection découverte Cadet, Gallimard Jeunesse, 1989
- Le Livre des Marchands, collection découverte Cadet, Gallimard Jeunesse, 1990
- Groumf le Grognon, Leigh Sauerwein, Gallimard jeunesse, 1991
- Le Vitrail, Penelope Lively, Folio Cadet, 1992
- Le Roi de la forêt des brumes de Michael Morpurgo, traduit de l'anglais par Patrick Gador, Gallimard jeunesse, 1992 ; et rééd.
- Le Naufrage du Zanzibar de Michael Morpurgo, traduit de l'anglais par Patrick Gador, Gallimard jeunesse, 1994
- François. Le garçon qui parlait aux oiseaux de Georges Berton, Gallimard jeunesse, 1993
- Le Prince des Voleurs, Jennifer Darlymple, J’aime lire, Bayard Presse, 1994
- Umar et les brigands, Arnaud Alméras, J’aime lire, 1996
- L'Île au trésor, Robert Louis Stevenson, collection classiques internationaux, Gallimard jeunesse, 1995
- Voleurs de feu, François Bon, Hatier, 1996
- L'Étrange Cas du docteur Jekyll et de mister Hyde, Robert Louis Stevenson, collection classiques internationaux, Gallimard jeunesse, 1999
- Le peintre et le guerrier, Jean-Pierre Kerloc'h, coll. petits contes de sagesse, Albin Michel, 2000
- Le Petit Garçon qui avait envie d'espace, de Jean Giono, Folio-cadet Gallimard, 2007, publié en 1998 avec les illustrations de Jean-Louis Besson
- Les contrebandiers de Iain Lawrence, trad. de l'anglais par Henri Robillot, Gallimard jeunesse, 2000
- Le Royaume de Kensuké, de Michael Morpurgo, traduit de l'anglais par Diane Ménard, Folio junior Gallimard, 2000 ; et rééd.
- Sur les traces d'Aladdin, Thierry Aprile, Gallimard jeunesse, 2001
- Siam, Daniel Conrod, album, Rue du monde, 2002
- Sur les traces des pirates, Thierry Aprile, Gallimard jeunesse, 2003
- La légende du jardin japonais, Arnauld Pontier, coll. petits contes de sagesse, Albin Michel, 2003
- Contes d'un royaume perdu de Erik L'Homme, Gallimard jeunesse, 2003
- Marcus et les Brigantes, Alice Leader, collection hors piste, Gallimard jeunesse, 2004
- Cheval de guerre de Michael Morpurgo, trad. de l'anglais par André Dupuis, Gallimard jeunesse, 2004
- La Chèvre de Monsieur Seguin d'Alphonse Daudet, Gallimard jeunesse, 2005
- L’honneur de Manju, Jennifer Darlymple, J’aime lire, 2005
- Il faut sauver Athènes, Alice Leader, collection hors piste, Gallimard jeunesse, 2005
- Tobie Lolness, Timothée de Fombelle, Romans Junior Gallimard

1. La Vie suspendue, 2006
2. Les yeux d'Elisha, 2007

- Les demoiselles de la vengeance, Florence Thinard, 2009
- Carnet de l’abbaye de Fontevraud, abbaye de Fontevraud, 2009
- Tanuk le maudit, Jean-Yves Loude, Belin, 2007
- Istanbul, Jean-Bernard Carillet, Casterman et Lonely Planet, 2012
- Victoria rêve de Timothée de Fombelle, Gallimard Jeunesse, 2012
- Le Vieil Homme et la Mer, Ernest Hemingway, Gallimard jeunesse, 2013
- Meeting Cézanne, Michael Morpurgo, Candlewick, 2013
- La Belle au bois dormant de Charles Perrault, Gallimard jeunesse, 2014

Illustrations collectives
- Le tour du mot, Gérard Finel, Daniel Sassier, Bordas, 1985
- Un livre, des hommes, Gérard Finel, Daniel Sassier, Savoir Livre, 1988
- Mémo Benjamin, Larousse, 1991
- Mégasport, Nathan, 1993
- Découverte Junior, Larousse-Gallimard, 1991
- Contes nomades, Catherine Gendrin, Rue du monde, 2011
- Exercices de styles, Raymond Queneau, Gallimard, 2002
- Gabriel, prisonnier des pirates, Sandrine Mirza, illustré avec Erwan Fagès, Gallimard Jeunesse, 2004

### Théâtre
François Place a co-adapté deux de ses ouvrages au théâtre, et a écrit une troisième pièce.
- Les Derniers Géants, spectacle de marionnettes, compagnie Morisse (adaptation avec Christian Dente), 1994
- Grand Ours, spectacle de marionnettes, compagnie Morisse, 2001
- Les voyages de Ziyara, spectacle de conte, mise en scène Véronique Samakh, 2004

### Préfacier
- Christophe Meunier, Les géo-graphismes de Peter Sís : découvrir, explorer, rêver des espaces, Paris, L'Harmattan, 2015  (ISBN 9782343072920)

### Article
- François Place, « Hommage à Hubert Mingarelli », La Revue des livres pour enfants, no 312,‎ 2020, p. 176-177 (lire en ligne [PDF], consulté en mars 2025)

### Divers
- En 1995, il conçoit et écrit Rendez-vous conte, exposition en volume itinérante.
- Avec les auteurs Emmanuelle et Benoît de Saint Chamas il a réalisé le site internet du musée du Louvre destiné aux enfants (www.louvre.fr)
- François Place a réalisé en 2008 un carnet de visite pour l'Abbaye de Fontevraud[13]

## Prix et distinctions
Liste non exhaustive
- 1992 : Grand Prix SGDL du roman jeunesse[14] pour Les Derniers Géants
- 1993 : prix Sorcières catégorie Album pour Les Derniers Géants
- 1993 : prix Sorcières catégorie Roman pour Le Roi de la forêt des brumes de Michael Morpurgo dont il est l'illustrateur
- 1994 : (international) « Honour List »[15] de l' IBBY pour Les Derniers Géants
- 1995 :  Beefeater Children’s Novel pour Le Naufrage de Zanzibar de Michael Morpurgo dont il est l'illustrateur
- 1997 : prix Amerigo-Vespucci Jeunesse du Festival international de géographie, pour le premier tome de Atlas des géographes dʼOrbæ : Du pays des amazones aux îles Indigo
- 1998 :  grand prix de la foire du livre jeunesse de Bologne, catégorie Non-Fiction, pour le premier tome de Atlas des géographes dʼOrbæ : Du pays des amazones aux îles Indigo
- 1999 : prix Chronos pour Le vieux fou de dessin
- 2000 :  Children's book award pour Le Royaume de Kensuké de Michael Morpurgo dont il est l'illustrateur
- 2001 : prix Sorcières catégorie Roman pour Le Royaume de Kensuké de Michael Morpurgo dont il est l'illustrateur
- 2001 : prix Tam-Tam pour Le Royaume de Kensuké de Michael Morpurgo dont il est l'illustrateur
- 2001 : prix Sorcières « Spécial » pour sa trilogie Atlas des géographes dʼOrbæ
- 2006 : prix Chrétien de Troyes du salon du livre de jeunesse de Troyes pour Le Prince bégayant
- 2006 : prix Saint-Exupéry pour Tobie Lolness, tome 1, La Vie suspendue de Timothée de Fombelle, dont il est l'illustrateur
- 2006 : prix Tam-Tam pour Tobie Lolness, tome 1, La Vie suspendue, id.
- 2006 : prix Sorcières pour Tobie Lolness, tome 1, La Vie suspendue, id.
- 2007 : grand prix de l'Imaginaire pour Tobie Lolness, tome 1, La Vie suspendue, id.
- 2007 : grand prix des jeunes lecteurs pour Tobie Lolness, tome 1, La Vie suspendue, id.
- 2007 : prix Baobab pour La Fille des batailles
- 2007 : prix Amerigo-Vespucci Jeunesse du Festival international de géographie pour Le Roi des trois Orients
- 2010 : « Meilleur roman jeunesse »[4] de l'année pour La Douane volante, par la revue Lire, dans son classement des Meilleurs livres de l'année.
- 2011 : grand prix de l'Imaginaire catégorie Roman francophone pour la jeunesse, pour La Douane volante
- 2012 :  grand prix de la foire du livre jeunesse de Bologne, catégorie Fiction, pour Le secret dʼOrbæ
- 2012 : prix Imaginales de la Meilleure Illustration pour Le secret dʼOrbæ
- 2014 :  Finaliste du Prix Hans-Christian-Andersen, dans la catégorie Illustration[10]
- 2016 :  Sélection française du Prix Hans-Christian-Andersen, dans la catégorie Illustration[9]
- 2018 :  Sélection française du Prix Hans-Christian-Andersen, dans la catégorie Illustration[8]
- 2020 : Prix Gulli-du-roman pour Alma, tome 1, et Le vent se lève
- 2015 à 2017, et 2020 à 2023[11] :  Sélections pour le Prix commémoratif Astrid-Lindgren[12]

## Documentation

### Monographie
- Rencontre avec François Place [Enregistrement sonore] : conférence du 11 décembre 2014, Annick Lorant-Jolly, interview., Collection Les Visiteurs du soir, Bibliothèque nationale de France, 2014 (1 h 55 min)

### Filmographie
- François Place, in Rébecca Dautremer ; François Place, film documentaire réalisé par Thierry Mercadal, On Stage, Lyon, Cap Canal, 2008, 26 min (DVD)
- Rencontre avec quatre auteurs : Nadine Brun-Cosme, Pef, François Place et Claude Ponti, in La littérature des enfants fait école (journée d'étude du samedi 15 novembre 2008 à l'initiative des Éditions Casterman, l'École des loisirs, Flammarion-Père Castor et Gallimard Jeunesse), l'École des loisirs, Paris, 2009, DVD 3, 51 min 29 s.
- Explorateurs de légendes : scénario pour une rencontre autour de l'album 'Les derniers géants' (François Place), film réalisé par Jean-Christophe Ribot, Tumultes, Paris, AFL, Compiègne, 18 min (DVD + brochure)